# Archidiocèse de Cambrai
L'archidiocèse de Cambrai est une circonscription de l'Église catholique de France dont le siège est la cathédrale de Cambrai. À l'heure actuelle, l'évêque de Cambrai est depuis 2018 Mgr Vincent Dollmann.
Créé en 580, à l'époque mérovingienne, le diocèse de Cambrai fait partie du Saint-Empire à partir de 962. En 1007, l'évêque de Cambrai devient comte de Cambrésis, vassal immédiat de l'empereur. 
En 1559, une réforme de l'organisation des diocèses des Pays-Bas remplace les six diocèses existant depuis le haut Moyen Âge par dix-huit nouveaux diocèses, dont trois sièges archiépiscopaux, notamment celui de Cambrai, aux côtés de ceux de Malines et d'Utrecht. 
Le diocèse de Cambrai, réduit au département du Nord à partir de la Révolution française, perd une partie de son territoire en 1913 au profit du diocèse de Lille, nouvellement créé. En 2008, l'archevêque de Cambrai devient suffragant de l'archevêque de Lille.
Les saints patrons du diocèse de Cambrai sont Notre-Dame de Grâce, à laquelle la cathédrale de Cambrai est dédiée, et Géry de Cambrai, évêque aux VIe et VIIe siècles.

## Histoire

### Création et débuts du diocèse de Cambrai (580-962)
Le diocèse de Cambrai est créé en 580 dans le cadre du démembrement du diocèse d'Arras. Comme l'Liste des évêques d'Arras, l'évêque de Cambrai est suffragant de l'archevêque de Reims.
Le territoire du diocèse s'étend de Cambrai vers le Nord, incluant les sites des villes (fondées plus tard) de Bruxelles et d'Anvers.
Le traité de Verdun de 843, qui partage l'Empire carolingien entre les trois petits-fils de Charlemagne et fils de Louis le Pieux, place le diocèse de Cambrai dans la Francie médiane (Lotharingie à partir de 855), domaine de Lothaire, le frère aîné, qui porte aussi le titre d'empereur.
Par le traité de Ribemont de 880, la Lotharingie est réunie à la Francie orientale, ce qui constitue le noyau du Saint-Empire romain germanique, institué en 962.

### Dans le Saint-Empire (à partir de 962)
Les évêques de Cambrai qui relevaient des ducs de Lotharingie deviennent vassaux du roi de Germanie et de l'empereur.[pas clair]

La principauté épiscopale de Cambrai au sud des Pays-Bas, vers 1350.

En 1007, ils obtiennent en fief de l'empereur Henri II le comté de Cambrai avec l'immédiateté impériale, devenant seigneurs temporels d'une principauté épiscopale (Hochstift) et vassaux directs de l'empereur. Mais le territoire de la principauté n'est pas le même que celui du diocèse, même s'ils ont le même centre, la ville de Cambrai.
Au cours de siècles suivants, les comtes de Flandre et de Hainaut tentent parfois de prendre le contrôle de la principauté, en même temps que les habitants de Cambrai s'opposent à la domination des prince-évêques, s'efforçant d'obtenir des chartes de franchise. 
À partir de la fin du XIVe siècle, une évolution importante se produit dans cette région : l'acquisition par les ducs de Bourgogne de la maison de Valois de plusieurs fiefs des Pays-Bas, à la suite du mariage du duc Philippe le Hardi (frère du roi de France Charles V) avec la comtesse de Marguerite de Flandre en 1369. Au XVe siècle, à partir du règne (1419-1467) du duc Philippe le Bon, le territoire des prince-évêques est totalement enclavé dans le domaine des ducs de Bourgogne, les Pays-Bas bourguignons. 
La principauté, situé non loin de la frontière du royaume de France, souffre des conséquences de la guerre de Cent Ans (1347-1453), notamment lorsque Philippe le Bon, allié aux Anglais, est en guerre contre le roi de France Charles VII, de 1419 (assassinat de Jean sans Peur) à 1435 (traité d'Arras).

### Le territoire du diocèse au Moyen Âge

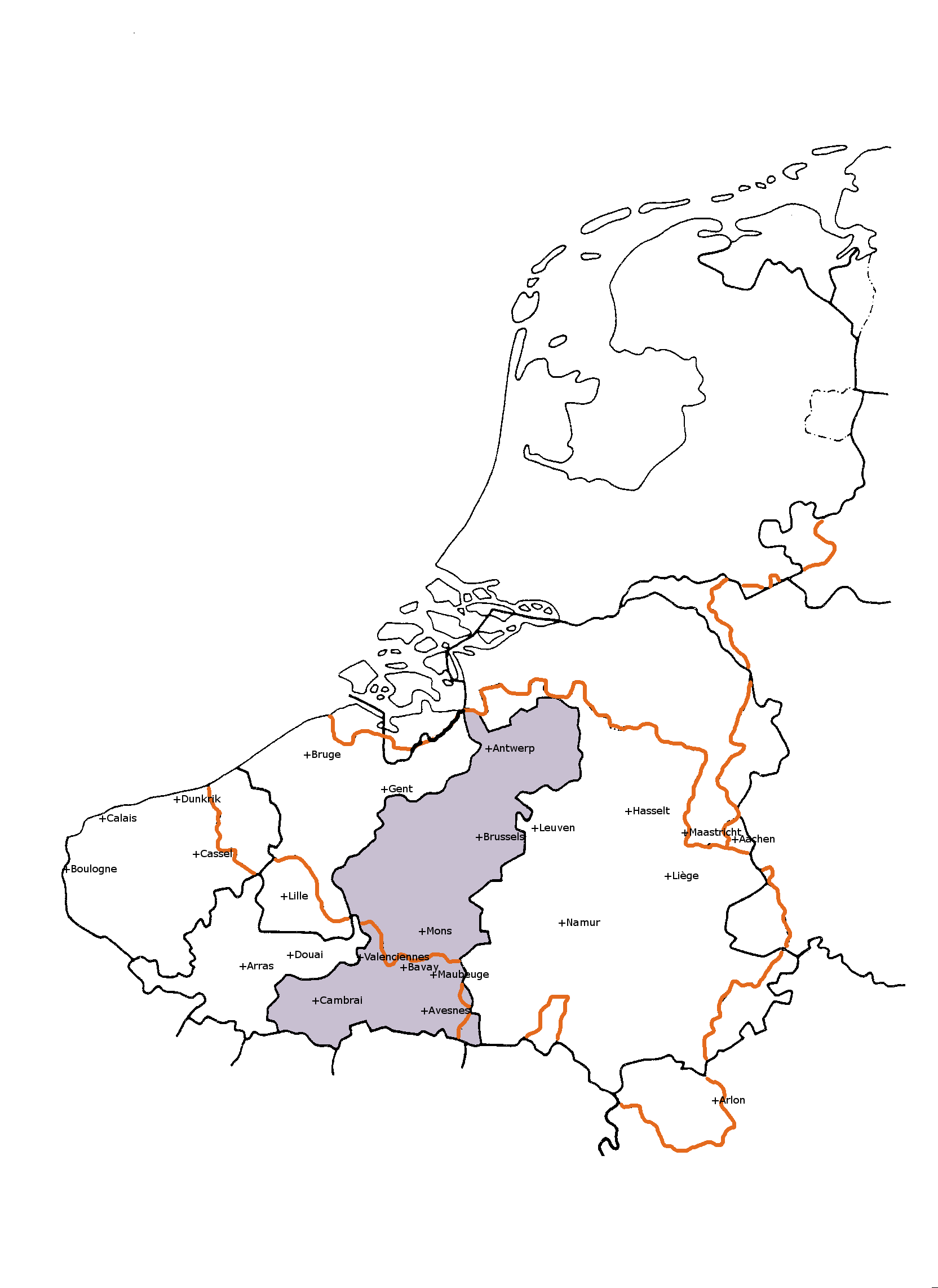
Le diocèse avant 1559.

De sa création à 1559, le diocèse comprenait toute la rive droite de l'Escaut jusqu'à son embouchure dans la mer du Nord. Il était bordé au nord et à l'est par le diocèse de Liège, au sud par les diocèses de Laon et de Noyon et à l'ouest par les diocèses d'Arras, réuni à Cambrai jusqu'en 1094, et de Tournai. C'était un des trois diocèses de Basse-Lotharingie, avec ceux de Liège et d'Utrecht et il comptait six archidiaconés : Cambrai, Brabant, Bruxelles, Hainaut, Valenciennes et Anvers, recouvrant approximativement l'ancien territoire des Nerviens.
C'est en 1094, à l'initiative d'Urbain II, au cours de la querelle des Investitures, que l'ancien diocèse d'Arras, uni pendant longtemps à celui de Cambrai, en fut séparé et considéré comme un ressort distinct. Le roi de France et le comte de Flandre avaient tous deux intérêt à se débarrasser de l'ingérence d'un évêque allemand.

### Époque moderne (1492-1789)

#### Érection en archidiocèse dans le cadre des Pays-Bas espagnols (1559)
Sur le plan politique, la fin du Moyen Âge est caractérisée par la constitution par les ducs de Bourgogne de la maison de Valois de l'État bourguignon, et notamment des Pays-Bas bourguignons, regroupant un grand nombre de fiefs (français ou impériaux) de la région. Les Pays-Bas bourguignons échoient en 1516 à Charles de Habsbourg (1500-1558), qui est élu empereur en 1520 sous le nom de Charles Quint. Il fait des dix-sept provinces des Pays-Bas un ensemble assez structuré dans le Saint-Empire, le cercle de Bourgogne. En 1555, il cède cet ensemble à son fils Philippe, qui en 1556 devient roi d'Espagne sous le nom de Philippe II (d'où la dénomination de « Pays-Bas espagnols »). 
C'est ce dernier qui décide très tôt de réformer l'organisation des diocèses des Pays-Bas. À cette date, il y existe six diocèses datant de l'Antiquité ou du haut Moyen Âge, et aucun archidiocèse (les évêques sont suffragants de Reims ou de Cologne). La réforme consiste à créer douze diocèses supplémentaires, ce qui implique la réduction de la superficie des anciens, trois d'entre eux obtenant le rang d'archidiocèse. Cambrai est un des trois diocèses ainsi promus.
Le 12 mai 1559, la bulle pontificale Super universas érige Cambrai en archidiocèse, avec quatre évêques suffragants : ceux d' Arras, de Tournai, de Namur et de Saint-Omer.Il perd une grand partie de son territoire attribués aux nouveaux diocèses de l'Malines et d'Anvers. Il ne conserve que les archidiaconés de Cambrai, de Brabant, de Hainaut et de Valenciennes[réf. nécessaire].

#### Dans le royaume de France (1678-1789)
Sous le règne de Louis XIV, la France conquiert différents territoires et villes des Pays-Bas espagnols. Cambrai devient française à la suite du traité de Nimègue (1678) qui met fin à la guerre de Hollande (1672-1678).
En 1686, à l'occasion de tractations territoriales[réf. nécessaire], le chapitre des chanoines de la cathédrale de Cambrai perd le droit qu'il détenait depuis longtemps d'élire l'évêque. Ce droit passe au roi de France, qui demande ensuite l'assentiment du pape. En 1695, après la mort de Jacques-Théodore de Bryas, Louis XIV désigné Fénelon, premier archevêque désigné par le roi de France..

### Époque contemporaine (depuis 1789)

#### De la constitution civile du clergé (1790) au rétablissement de l'archidiocèse (1841)
En 1790, au début de la Révolution française, la constitution civile du clergé établit le principe selon lequel les diocèses de France seront désormais alignés sur les départements, créés au début de 1790 au nombre de 83. Les archidiocèses sont supprimés. Le territoire du diocèse de Cambrai devient donc identique à celui du département du Nord. L'évêque constitutionnel de Cambrai est Claude Primat, élu en 1791 et en fonction jusqu'en 1798. 
De 1793 à 1799, la France traverse une période de déchristianisation, et ce n'est qu'après l'avènement de Napoléon Bonaparte que les relations avec le pape (qui avaient refusé de reconnaitre la constitution civile du clergé) redeviennent normales, avec le concordat de 1801, qui maintient l'organisation territoriale par départements.
Louis Belmas, ancien évêque constitutionnel de l'Aude, est nommé évêque de Cambrai, sans avoir le rang d'archevêque, car le pape n'apprécie pas la nomination d'un ancien « jureur ». Louis Belmas reste en fonction jusqu'en 1841. Le titre d'archevêque est de nouveau attribué à son successeur, Pierre Giraud. 

#### Redécoupages à la suite de la création du diocèse (1913), puis archidiocèse (2008) de Lille
Les limites actuelles du diocèse de Cambrai datent du 25 octobre 1913, date de la création du nouveau diocèse de Lille : les arrondissements de Lille, Hazebrouck et Dunkerque sont soustraits au diocèse de Cambrai, qui conserve les arrondissements de Cambrai, Douai, Valenciennes et Avesnes-sur-Helpe. 
Le siège de Cambrai est resté métropole des diocèses de Lille et d'Arras jusqu'au 29 mars 2008, date à laquelle le siège de Lille est devenu métropolitain de Cambrai et Arras. 

#### Situation actuelle du diocèse de Cambrai
Le diocèse de Cambrai ne compte plus que 50 paroisses contre 334 en 2006[pas clair] ; elles regroupent désormais plusieurs anciennes paroisses dans le cadre de douze doyennés.

## Statistiques
- En 1949, l'archidiocèse de Cambrai comptait 99,8 % de catholiques : environ 838 000 sur 839 773 habitants. Ils étaient desservis par 614 prêtres dans 493 paroisses.
- En 2003, l'archidiocèse de Cambrai comptait 93,3 % de catholiques dans 452 paroisses pour plus d'un million d'habitants et près de 980 000 baptisés catholiques. Le nombre de prêtres s'élevait à 320, et celui des diacres permanents à 32. Il y avait 397 religieuses et 17 religieux.
- En 2013, l'archidiocèse de Cambrai comptait 90,4 % de catholiques : 921 900 baptisés sur 1 011 800 habitants dans 12 doyennés pour 51 paroisses. Le nombre de prêtres a chuté à 185 (dont 10 réguliers). Ils sont assistés de 37 diacres permanents. Il y a encore 257 religieuses et 11 religieux dans l'archidiocèse[5].
- En 2021, l'archidiocèse de Cambrai comptait 90,5 % de catholiques : 916 000 baptisés sur 1 020 000 habitants dans 12 doyennés pour 50 paroisses. Le nombre de prêtres est de 135. Ils sont assistés de 47 diacres permanents. Il y a 125 religieuses et 9 religieux.